# Ambasciatori del Württemberg in Prussia
L'ambasciatore del Württemberg in Prussia era il primo rappresentante diplomatico del Württemberg in Prussia.
Le relazioni diplomatiche iniziarono ufficialmente nel 1720 e terminarono nel 1933.

## Ducato del Württemberg
- c. 1720: Johannes Nathanael von Schunck
- c. 1730–1733: Friedrich Heinrich von Seckendorff
- 1741–1744: Johann Eberhard Georgii
- 1744–1749: Christoph Dietrich von Keller
- 1751–1757: Gottfried von Hochstetter
- 1793–1794: Tobias Faudel
- 1795-1799: ? Reckert
- 1799-1800: Johann Karl Christoph von Seckendorff
- 1800–1801: Ferdinand Friedrich von Nicolai
- 1801–1803: August Friedrich von Batz
- 1803–1806: Gustav Heinrich von Mylius

## Regno del Württemberg
- 1807–18??: Hans Hermann von Wimpffen
- 1811–1813:  Carl Philipp von Kaufmann, "segretario di legazione"
- 1814–1815: Friedrich Wilhelm Carl von Scheeler
- 1815–1815: Franz Josef Ignaz von Linden, "segretario di legazione"
- 1815–1816: August von Neuffer
- 1816–1816 Franz Josef Ignaz von Linden, "segretario di legazione"
- 1816–1817: Gottfried Jonathan von Hartmann, "segretario di legazione"
- 1817–1820: Friedrich von Phull
- 1820–1820: Ulrich Lebrecht von Mandelsloh, "intermediario"
- 1821–1824: Karl Friedrich Wagner, "consigliere di legazione"
- 1820–1825: Georg Ernst Levin von Wintzingerode
- 1825–1844: Friedrich Wilhelm von Bismarck
- 1826–1829: August von Blomberg, "consigliere di legazione"
- 1830–1844: Franz à Paula von Linden, "consigliere di legazione"
- 1844–1845: Julius von Maucler
- 1846–1850: Ludwig von Reinhardt
- 1850–1852: Karl Eugen von Hügel
- 1852–1866: Franz à Paula von Linden
- 1866–1880: Friedrich Heinrich Karl Hugo von Spitzemberg
- 1881–1886: Fidel von Baur-Breitenfeld
- 1887–1889: Ferdinand von Zeppelin
- 1890–1893: Rudolf Friedrich von Moser
- 1894–1918: Theodor Axel von Varnbüler

## Libero stato del Württemberg
- 1918–1924: Karl Hildenbrand
- 1924–1933: Otto Bosler

1933: Chiusura dell'ambasciata